# Marlayne Sahupala
Marlayne Sahupala, geboren als Marleen van den Broek (Baarn, 1 juli 1971), is een Nederlandse zangeres en presentatrice. Ze heeft een conservatoriumopleiding zang en lichte muziek gevolgd, waarvoor ze cum laude is geslaagd.

## Biografie

### Zangeres
Sahupala's vader is Rein van den Broek, een trompettist uit de Nederlandse groep Ekseption. Ze begon al vroeg als zangeres. In eerste instantie was dat in achtergrondkoortjes, zoals de Frogettes van René Froger. Daarna startte ze onder de artiestennaam Marlayne een solocarrière. In 1994 zong ze, samen met Mandy Huydts en Ronald Schilperoort de tune voor Koffietijd! in. In 1999 brak ze door, toen ze het Nationaal Songfestival wist te winnen met het nummer One good reason, geschreven door Tjeerd van Zanen en Allen Michael. Tijdens het Eurovisiesongfestival in Jeruzalem werd ze gedeeld achtste.
Sahupala nam daarna een nieuwe cd op, Meant to be. In 2001 kwam deze cd op de markt. In datzelfde jaar verscheen ze met Hans Vermeulen en City to City in De vrienden van Amstel LIVE, waar ze onder meer met Vermeulen het nummer The Alternative Way vertolkte. Ook nam ze later nog met Gordon een nummer op dat een bescheiden hit werd.

### Presentatrice
Naast zangeres is Sahupala ook presentatrice van het nieuwsprogramma Hart van Nederland van SBS6. Van 2003 tot en met 2012 presenteerde ze ook de late editie van Shownieuws (in augustus en september 2012 ook tijdelijk de vroege editie). Daarvoor had zij al programma's gepresenteerd als Hou 'm vast en De draad kwijt.
In 2000, 2001 en 2003 mocht zij tijdens het Eurovisiesongfestival namens Nederland de punten doorgeven. Bij de editie van 2000 werd de uitzending in Nederland onderbroken na de vuurwerkramp in Enschede. Sahupala moest de zaal vertellen dat er in Nederland geen televoting had plaatsgevonden nadat er zich een ramp had voorgedaan. Uiteindelijk moest ze de punten doorgeven die door een vakjury waren gegeven.
In 2005 presenteerde ze het programma Rommel of Rijkdom bij SBS6. Daarnaast presenteerde ze Borneo Update op donderdagavond. Ze presenteert tevens programma's bij Radio Utrecht.
In 2005 toerde ze met Hans Vermeulen, Rocq-e Harrell en Robert Walker met het theaterprogramma It Takes 2 door de Nederlandse theaters. Haar man Danny was de musical-director van deze theatertour. In 2006 presenteerde Sahupala een vervolg op Rommel of Rijkdom: Van rommelzolder tot droomhuis. Hierin verbouwde zij samen met buurtbewoners iemands huis, terwijl van de rommel die van zolder werd gehaald werd gekeken hoeveel het waard was.
In 2007 presenteerde ze het programma De Afvallers met Sterren. Op 26 januari 2008 verving zij Tooske Ragas in het programma De nieuwe Uri Geller. In 2010 presenteerde zij samen met andere SBS6-presentatoren het dagelijkse programma Huizenjacht en in 2011 verzorgde zij samen met dokter Franki de presentatie van de Afvallers XXL. In 2018 vormde Sahupala met Patrick Martens een dansduo in het RTL 4 programma Dance Dance Dance.
In 2020 toerde ze met de door haar man opgerichte band "A Tribute to 2016" langs de theaters en popzalen, met muziek van George Michael, David Bowie, Prince en de Eagles. In 2022/2023 volgt een tour genaamd Legends We've Lost, samen met Buddy Vedder.
In 2024 was Sahupala te zien als secret singer in het televisieprogramma Secret Duets. In datzelfde jaar deed ze samen met Daniël Kolf mee aan het televisieprogramma Top 2000 Quiz.

## Privéleven
Sahupala trouwde op 26 juni 1998 in Baarn met de drummer Danny Sahupala. Samen hebben ze een dochter.

## Trivia
In 2011 was Sahupala als zichzelf kort te zien in de film New Kids Nitro.